# Boris Ruslanowitsch Schpilewski
Boris Ruslanowitsch Schpilewski (russisch Борис Русланович Шпилевский; * 20. August 1982 in Moskau) ist ein ehemaliger russischer Radrennfahrer.

## Sportliche Karriere
Boris Schpilewski gewann 2003 zwei Etappen beim Grand Prix Tell und eine beim Triptyque des Barrages, wo er auch Zweiter der Gesamtwertung wurde. In der Saison 2006 war er auf einem Teilstück des Giro del Friuli erfolgreich und entschied auch die Gesamtwertung für sich. Ab 2007 fuhr Schpilewskij für das italienische Continental Team Kio Ene-Tonazzi-DMT. Beim Flèche du Sud war er auf zwei Etappen erfolgreich und in der Gesamtwertung erfolgreich. Eine Woche später siegte er bei dem spanischen Eintagesrennen Clásica Memorial Txuma.
2008 und 2009 war Schpilewski bei der Tour of Hainan besonders erfolgreich: 2008 gewann er sechs Etappen sowie die Gesamtwertung, im Jahr darauf vier Etappen. 2011 gewann er die Tour of Taihu und 2014 die Tour of China II. 2015 beendete er seine Radsportlaufbahn.

## Erfolge
2003
- zwei Etappen Grand Prix Tell
- eine Etappe Triptyque des Barrages

2006
- Gesamtwertung und eine Etappe Giro del Friuli

2007
- Gesamtwertung und zwei Etappen Flèche du Sud
- Clásica Memorial Txuma
- Firenze–Pistoia

2008
- eine Etappe Belgien-Rundfahrt
- Gesamtwertung und sechs Etappen Tour of Hainan

2009
- vier Etappen Tour of Hainan

2010
- drei Etappen Tour du Maroc
- zwei Etappen Five Rings of Moscow
- zwei Etappen Tour of Qinghai Lake

2011
- eine Etappe Tour de Langkawi
- vier Etappen Tour of China
- eine Etappe Tour of East Java
- Gesamtwertung und zwei Etappen Tour of Taihu

2013
- eine Etappe Tour of Fuzhou

2014
- eine Etappe Tour of China I
- Gesamtwertung und zwei Etappen Tour of China II
- zwei Etappen Tour of Taihu Lake
- eine Etappe Tour of Fuzhou

## Teams
- 2007 Kio Ene-Tonazzi-DMT
- 2008 Preti Mangimi
- 2009 Fuji-Servetto
- 2010 Katusha Continental Team
- 2011 Tabriz Petrochemical Team
- 2012 AG2R La Mondiale
- 2013 Lokosphinx (bis 31. August)
- 2013 RTS-Santic Racing Team (ab 1. September)
- 2014 RTS-Santic Racing Team